# موسم الاعاصير في المحيط الاطلسي في عام 2003
كان موسم الأعاصير في المحيط الأطلسي في عام 2003 موسم نشط للأعاصير في المحيط الاطلسي يحمل معه نشاط إعصار مداري  قبل وبعد رسم الحدود الرسمية للموسم، و هو أول حادث من نوعه منذ موسم 1964. و لقد أسفر ذلك الموسم عن 21 إعصار مداري، تطور 16 منهم ليصبحوا عواصف مسماة. وحققت سبعة أعاصير حالة إعصارية وصل ثلاثة منها إلى حالة الاعاصير الرئيسية. و مع ستة عشر عاصفة، تم اعتبار الموسم كسادس أكثر مواسم الاعاصير نشاطا في المحيط الاطلسي على الإطلاق. وقد كان إعصار «ايزابيل» هو أقوى إعصار في الموسم  و هو إعصار من الفئة الخامسة على مقياس سافير- سيمبسون للأعاصير في شمال شرق جزر الأنتيل الصغرى. وضرب إعصار إيزابيل في وقت لاحق ولاية كارولينا الشمالية وقدرت قوة الإعصار بأنه إعصار من الفئة الثانية. وتسبب ذلك الإعصار في خسائر بقيمة 5.5 مليار دولار أمريكي و ما مجموعه 51 حالة وفاة في منطقة في المحيط الأطلسي في الولايات المتحدة.
 بدأ الموسم بالعاصفة المدارية «آنا» في 20 أبريل قبل البداية الرسمية للموسم. ويتم رسم حدود الموسم من 1 يونيو إلى 30 نوفمبر والتي تحدد الفترة في كل عام بشكل تقليدي عندما تتشكل معظم الأعاصير المدارية في حوض الأطلسي. وقد ضرب الإعصار فابيان جزر برمودا في أوائل شهر سبتمبر وقدرت قوة الإعصار بأنه إعصار من الفئة الثالثة، وهو أسوأ إعصار منذ عام 1926، و تسبب في سقوط أربعة قتلى وخسائر بقيمة $300 مليون دولار أمريكي في الجزيرة. وقد  تسبب إعصار خوان في إلحاق دمار هائل في نوفا سكوتشيا، خاصة هاليفاكس، وهو إعصار من الفئة الثانية. ويعد ذلك الإعصار أول إعصار بقوة كبيرة يضرب المقاطعة منذ عام 1893.
و بالإضافة إلى ذلك، ضرب الإعصاران كلوديت واريكا مدينة  تكساس ودولة المكسيك على التوالي كأدنى حد من الأعاصير.

## التنبؤات الموسمية

### Pre-season outlook
أعلن متنبؤن الإدارة الوطنية للمحيطات والغلاف الجوي «نوا» عن وجود احتمالية بنسبة 55% لاعلى معدل للنشاط الطبيعي في 19 مايو قبل بداية الموسم. وقد توقع خبراء الارصاد الجوية 11–15 اعصار، وقد توقعوا تحول 6-9 من بين تلك العواصف المدارية إلى اعاصير، وقدرت قوة 2-4 من بين تلك الأعاصير على الأقل بانها اعاصير من الفئة الثالثة على مقياس سافير-سيمبسون للاعاصير.يرجع سبب اعلى معدل للنشاط الطبيعي تم توقعه إلى احتمالية تطور النينيا في  الموسم.
في 4 أبريل توقع خبير الاعاصير الشهير د. ويليام م.غراي اثنى عشر عاصفة، مع وصول قوة ثمانية منهم إلى قوة الاعاصير وقدرت قوة ثلاثة منهم بانهم اعاصير من الفئة الثالثة[3]. وقد كان التوقع الصادر في 30 مايو مشابهاً لما سبقه، مما زاد من العواصف المسماة إلى أربعة عشر. إن النمط الاجمالي للموسم قبل 1 يونيو يشبه غيره من المواسم السابقة، مع مواسم 1952 و 1954 و 1964 و 1966 و 1998 التي تعتبر أفضل النظائر لهذا الموسم. يشمل ذلك التنبؤ أيضا احتمالية 68٪ لوصول الاعصار إلى اليابسة على طول الولايات المتحدة الأمريكية.

### توقعات منتصف الموسم
في 6 أغسطس،  أعلن الدكتور غراي أنه حافظ على توقعاته السابقة. وكان من المتوقع أن يكون باقي الموسم أكبر بقليل من المتوسط، وذلك بسبب البيئة العامة المتوقعة الأقل ملاءمة عبر المحيط الأطلسي. و في اليوم التالي، أصدرت الإدارة الوطنية للمحيطات والغلاف الجوي تنبؤاً حديثاً أيضاً مع  احتمال 60% لأعلى معدل للنشاط الطبيعي، مع 12-15 عاصفة مسماه و 7-9 إعصار، و 3-4 من الأعاصير الرئيسية المتوقعة.
وفقا لما حددته الإدارة الوطنية للمحيطات والغلاف الجوي فإن الموسم العادي يضم 6–14 عاصفة مدارية، 4-8 من بين تلك العواصف تصل قوتها إلى قوة الاعاصير، وقدرت قوة 1-3 منهم بانهم اعاصير من الفئة الثالثة.

## ملخص الموسم
كانت بداية هذا الموسم في 1 يونيو 2003, على الرغم من أن شبه عاصفة آنا تشكلت في 20 أبريل قبل بداية الموسم. وابتداءً من بداية الموسم الرسمي، بدأ المركز الوطني للأعاصير بإصدار توقعات لمدة خمسة أيام، تمتد من توقعات الثلاثة أيام التي صدرت منذ عام 1964. وأجرى المسئولون اختبارات خلال الموسمين السابقين، مما يشير إلى توقعات الخمسة أيام الجديدة ستكون دقيقة مثل توقعات الأيام الثلاثة قبل 15 سنة. كانت المناطق المدارية نشطة قبل وقت طويل من توقع الأرصاد في النصف الأول من الموسم مع حدوث الكساد الاستوائي السابع بحلول نهاية يوليو. انتهى الموسم رسمياً في 30 نوفمبر 2003، على الرغم من أن العواصف الاستوائية «أوديت» و «بيتر» تشكلت في أوائل ديسمبر. هذا الموسم هو واحد من ستة مواسم فقط يحتووا على عاصفة قبل وبعد الحدود الرسمية لهذا الموسم. المواسم الأخرى هم 1887 و 1951 و 1953 و 1954 و 2007 . عندما تشكلت العاصفة الاستوائية بيتر في 7 ديسمبر، أصبح هذا الموسم هو الثاني في التسجيلات مع عواصف ديسمبر. الأيام الـ 235 بين تطور العاصفة الأولى، العاصفة الاستوائية «آنا»، وانتهاء العاصفة الأخيرة «بيتر»، جعلت موسم 2003 أطول فصل منذ عام 1952 . كان هذا الموسم السادس الأكثر نشاطاً على الإطلاق، بعد 2005 و 1933 و 2012 و 2011 و 2010 .مواسم 1995 و 1887 و 1969 و 2017 و 1936 مترابطة بمواسم 1949 و 1950 و 1954 و 2008 .
لم يكن لأي أعاصير في هذا الموسم تأثير كبير على أمريكا الجنوبية أو أمريكا الوسطى. ومع ذلك، فإن مجموعه من ثمانية أعاصير مدارية تشكلت على اليابسة في المكسيك إما من المحيط الأطلسي أو المحيط الهادئ، والتي كانت أكبر مجموع منذ التسعة أعاصير في عام 1971 . حدثت سبع وفيات في المكسيك من الأعاصير الأطلسية. لم يحصل جزء كبير من منطقة الكاريبي على تأثير كبير من الأعاصير المدارية خلال الموسم.
وقد حاصرت ستة أعاصير مدارية اليابسة على طول ساحل الولايات المتحدة خلال الموسم، بما في ذلك إعصاران. الأول، كلوديت، تسببت في ضرر كبير محليا في جنوب شرق ولاية تكساس في يوليو. تم الإبلاغ عن وفاة اثنين في الولاية، وفي وقت سابق تسبب في الموت غير المباشر بسبب الأمواج العاتية في ولاية فلوريدا. في سبتمبر، تسبب إعصار إيزابيل في وفيات وأضرار من كارولينا الشمالية عبر جنوب كندا. حدث أخطر ضرر من الإعصار في ولاية فرجينيا، حيث كانت كارثة أغلى في تاريخ الدولة؛ هناك بلغ إجمالي الأضرار أكثر من 1.85 مليار دولار، وكان هناك 32 حالة وفاة، عشرة منها سببها الإعصار مباشرة. تسبب إعصار إيزابيل في حدوث وفيات في سبع ولايات ومقاطعة كندية واحدة، وتركت 6 ملايين شخص بدون كهرباء نتيجة العاصفة.
العديد من الأعاصير أثرت على برمودا خلال الموسم، والأكثر أهمية إعصار فابيان. في الجزيرة، ثبت أن ممرها هو الأغلى وأدى إلى أول وفاة منذ إعصار عام 1926 . الإعصار أسفر عن مقتل أربعة على الجزيرة عندما جرفت الأمواج القوية والعواصف سيارتين قبالة الجسر بين رعية القديس جورج وجزيرة سانت ديفيد. بلغ إجمالي الأضرار الناجمة عن الإعصار 300 مليون دولار أمريكي. في مكان آخر، اعتبر إعصار خوان من بين الأكثر ضررا في تاريخ هاليفاكس، نوفاسكوتيا، حيث اقتلعت الرياح القوية آلاف الأشجار وتركت المناطق المنخفضة من ارتفاع عاصفة قياسية إلى المدينة. تسبب الإعصار في ما مجموعه ثمانية قتلى وأضرار تقدر بمبلغ 200 مليون دولار.
الأنظمة
العاصفة الاستوائية آنا
العاصفة المدارية
مقياس رياح سفر سيممبسون للأعاصير
العاصفة الاستوائية
المدة الزمنية	20إبريل -24إبريل
كثافة الذروة	60 ميل في الساعة (95كم /ساعة)(1-دقيقة)994ميلي بار
المقال الرئيسي: العاصفة المدارية آنا (2003)
وقد تم تطوير منطقة منخفضة الضغط غير استوائية على بعد 240 ميل (390كم) جنوب-جنوب غرب برمودا في 18 أبريل من خلال التفاعل بين حوض المستوى العلوي والحوض الجبهي للسطح. انها تتبع الشمال الغربي في البداية، ثم تحولت إلى الجنوب الشرقي. بعد تطوير الحمل المركزي، تطور النظام إلي العاصمة شبه الاستوائية آنا في 20 أبريل إلى غرب برمودا. تم تتبعه من الشرق إلى الجنوب الشرقي وتم تنظيمه، وفي 21 أبريل انتقل إلى إعصار استوائي ذروة رياحه 60 ميل / ساعة، بعد تطوير قلب دافئ من المستوى الأعلى. تسبب ارتفاع قص الريح في حدوث تقلبات في الكثافة واتجاه ضعف ثابت، وفي 24 أبريل اندمج مركز آنا مع جبهة باردة مقتربة، مما يشير إلى الانتهاء من الانتقال خارج المداري. استمرت البقايا الاستوائية الخارجية من الشرق إلى الشمال الشرقي، وفي 27 أبريل تم امتصاصها في الجبهة الباردة.
يعتبر الإعصار الأبرز لكونه الإعصار المداري الأطلسي الوحيد في شهر أبريل، حتى العاصفة الاستوائية أرلين في عام 2017. عندما أصبحت آنا عاصفة شبه استوائية، أصبح الإعصار الثاني شبه المداري على الإطلاق في الشهر، بعد عاصفة في عام 1992. انخفضت آنا 2.63في (67ملم) من الأمطار في برمودا على مدى عدة أيام. تسبب تضخم متزايد من العاصفة في وفاة اثنين من الغرق في جنوب شرق ولاية فلوريدا عندما انقلب قارب. جلبت بقايا العاصفة مياه الأمطار الخفيفة إلى جزر الأزور والمملكة المتحدة، على الرغم من عدم الإبلاغ عن أضرار كبيرة.
منطقة الضغط الجوي المنخفض الاستوائية الثانية
منطقة الضغط الجوي الاستوائي المنخفض
المدة الزمنية	11يونيو-11يونيو
كثافة الذروة 35 ميل في الساعة (55 كم / ساعة) (دقيقة واحدة) 1008 ميلي بار
انتقلت موجة استوائية من سواحل إفريقيا يوم 6 يونيو.
بالتتبع غربًا عند خط عرض منخفض، أصبح الاضطراب على طول محور الموجة أكثر تنظيماً في 9 يونيو، مع وجود ظروف بيئية ملائمة على الرغم من الوقت من العام. في البداية تفتقر إلى دوران منخفض المستوى، زاد الحمل أكثر في 10 يونيو، وأعلن النظام الاستوائي المنخفض 2 في وقت مبكر من 11 يونيو في وسط المحيط الأطلسي الاستوائي. كان الاكتئاب في ذلك الوقت هو الإعصار المداري الثالث المسجل في شهر يونيو إلى شرق جزر الأنتيل الصغرى؛ بينما كان الآخران منخفضان استوائيان في عام 2000، آنا في عام 1979، وعاصفة في 1933. سيكون نظام مثل هذا لإنجاز هذا بريت في عام 2017. في البداية، كان من المتوقع أن يصل الاكتئاب إلى حالة العاصفة المدارية، مع الحفاظ على تدفق جيد وبعض ميزات النطاقات حول النظام. حوالي الساعة 0900 بالتوقيت العالمي المنسق، في 11 يونيو، أشارت تقديرات الكثافة الساتلية إلى أن الاكتئاب كان بالقرب من حالة العاصفة المدارية. ومع ذلك، تضاءل الحمل بعد ذلك وأصبح نازحا إلى الشمال الشرقي من المركز، وفي أواخر 11 يونيو تحول الكساد إلى موجة استوائية مفتوحة على بعد 9 ميل (1535 كم) من الشرق إلى الجنوب الشرقي من بربادوس. ظلت الموجة المدارية معرّفة بشكل جيد مع دوامة منخفضة المستوى واضحة المعالم، على الرغم من أن القص القوي للري يمنع إعادة تطوير المناطق المدارية. في 13 يونيو مرت بقاياها عبر جزر الأنتيل الصغرى، واستمرت الموجة غربًا عبر البحر الكاريبي.

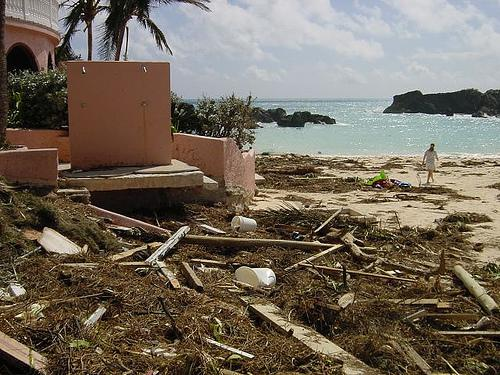

1. ↑  NOAA (13 أبريل 2006). "NOAA Reviews Record-Setting 2005 Atlantic Hurricane Season". National Oceanic and Atmospheric Administration. مؤرشف من الأصل في 2006-04-23. اطلع عليه بتاريخ 2006-04-26.
2. ↑  NOAA (19 مايو 2003). "NOAA Forecasters Say Six to Nine Hurricanes Could Threaten in 2003". الإدارة الوطنية للمحيطات والغلاف الجوي. مؤرشف من الأصل في 2007-07-15. اطلع عليه بتاريخ 2007-12-15.
3. ↑  William M. Gray؛ Philip J. Klotzbach؛ Christopher W. Landsea (30 مايو 2003). "Extended Range Forecast of Atlantic Seasonal Hurricane Activity and U.S. Landfall Strike Probability for 2003". Colorado State University. مؤرشف من الأصل في 2011-07-19. اطلع عليه بتاريخ 2007-12-15.
4. ↑  William M. Gray؛ Philip J. Klotzbach؛ Christopher W. Landsea (6 أغسطس 2003). "Updated Forecast of Atlantic Seasonal Hurricane Activity and U.S. Landfall Strike Probability for 2003". Colorado State University. مؤرشف من الأصل في 2011-07-19. اطلع عليه بتاريخ 2007-12-15.
5. ↑  NOAA (7 أغسطس 2003). "2003 Atlantic Hurricane Outlook Update". الإدارة الوطنية للمحيطات والغلاف الجوي. مؤرشف من الأصل في 2019-01-10. اطلع عليه بتاريخ 2007-12-15.
6. ↑  Climate Prediction Center, NOAA (2002). "Background Information: The North Atlantic Hurricane Season". الإدارة الوطنية للمحيطات والغلاف الجوي. مؤرشف من الأصل في 2018-09-15. اطلع عليه بتاريخ 2006-06-02.

غير الاستوائية منطقة ضغط منخفض المتقدمة حوالي 240 مي (390 كم) جنوب غرب برمودا في 18 نيسان / أبريل من خلال التفاعل بين الأعلى على مستوى الحوض وسطح أمامي الحوض الصغير. أنها تتبع northwestward في البداية ثم تحولت إلى الجنوب الشرقي. بعد تطوير مركزية الحراري، نظام المتقدمة في شبه عاصفة آنا في 20 نيسان / غرب برمودا. أنها تتبع الشرق southeastward وتنظيمها في 21 نيسان / أبريل أنها تحولت إلى إعصار استوائي مع ذروة الرياح من 60 ميلا في الساعة (95 كم/ساعة)، بعد تطوير المستوى العلوي الحارة الأساسية. زيادة القص الرياح تسببت التقلبات في كثافة ثابتة ضعف الاتجاه في 24 نيسان / مركز آنا اندمجت مع اقتراب الجبهة الباردة، مما يشير الانتهاء من extratropical الانتقالية. على extratropical بقايا استمرار الشرق northeastward وفي 27 نيسان عاصفة تم استيعابها داخل الجبهة الباردة.

### Tropical Depression Two
A tropical wave moved off the coast of Africa on June 6. Tracking westward at a low latitude, a disturbance along the wave axis became better organized on June 9, with reasonable favorable environmental conditions despite the time of year. Initially lacking a well-defined low-level circulation, convection increased further on June 10, and the system was declared Tropical Depression Two early on June 11 in the central tropical Atlantic Ocean. The depression was at the time the third tropical cyclone on record to develop in the month of June to the east of the Lesser Antilles; the others were Tropical Depression Two in 2000, Ana in 1979, and a storm in 1933. The next such system to accomplish this would be Bret in 2017.

### العاصفة الاستوائية «بيل»
المقال الرئيسي: العاصفة الاستولئية بيل (2003)
تم تطوير مشروع قانون العاصفة الاستوائية من موجة استوائية في 29 يونيو إلى الشمال من شبه جزيرة يوكاتان. وقد نظمت ببطء عندما تحركت نحو الشمال، ووصلت إلى ذروتها على مسافة 60 ميلا في الساعة (95 كم / ساعة) قبيل وصولها إلى اليابسة لمسافة 27 ميل (43 كم) غرب شوفين بولاية لويزيانا. سرعان ما ضعفت قوة بيل على الأرض، ومع تسارعها نحو الشمال الشرقي، أنتجت الرطوبة من العاصفة، مقترنة بالهواء البارد من جبهة باردة قريبة، تفشي 34 إعصارًا. أصبحت العاصفة «بيل» لا مدارية في الثاني من يوليو، وتم امتصاصها من قبل الجبهة الباردة في وقت لاحق من ذلك اليوم.  

عند الوصول إلى اليابسة في لويزيانا، أنتجت العاصفة ارتفاعًا معتدلاً في العاصفة، مما تسبب في حدوث المد والجزر. وفي مدينة تقع في الجزء الشمالي الشرقي من الولاية، اخترقت الطفرة حاجزاً غمر العديد من المنازل في البلدة. هبطت الرياح المعتدلة جنبا إلى جنب مع التربة الرطبة على الأشجار، والتي ضربت بعد ذلك عدد قليل من المنازل وخطوط الكهرباء، وترك مئات الآلاف بدون كهرباء. علاوة على ذلك، أنتجت الأعاصير الداخلية من العاصفة أضرارًا محلية متوسطة. على طول مسارها، تسبب العاصفة الاستوائية «بيل» في ضرر بلغ 50 مليون دولار أمريكي (2003 دولار أمريكي) وأربعة قتلى.

### إعصار كلوديت
المقال الرئيسي: إعصار كلوديت
تم تتبع موجة استوائية منظمة تنظيماً جيداً في جزر الأنتيل الصغرى في 7 يوليو، مما أدى إلى إنتاج رياح عاصفة استوائية ولكن فشلها في الحصول على توزيع منخفض المستوى. بعد تنظيمه في البحر الكاريبي، تطورت إلى العاصفة الاستوائية كلوديت إلى الجنوب من جمهورية الدومينيكان يوم 8 يوليو. وتقلصت شدتها خلال الأيام التالية، وحصلت على إعصار لفترة وجيزة في 10 يوليو قبل إضعاف وضرب بويرتو موريلوس في شبه جزيرة يوكاتان في 11 يوليو كعاصفة استوائية. ظلت العاصفة غير منظمة بسبب الرياح المعتدلة، على الرغم من تحويل غرب الاتجاة الشمالي الغربي إلى منطقة اقتطاع اقل، فقد سببت إعصارًا جديدًا في 15 يوليو قبالة ساحل تكساس. اشتدت بسرعة وسقطت على ماتاجوردا مع رياح تيبلغ ذروتها 90 ميل في الساعة (145 كم / ساعة). فقد ضعفت ببطء بعد أن تحركت إلى الشاطئ متتبعة عبر شمال تاماوليباس قبل أن تتبدد في شمال غرب تشيهواهوا. 

تسبب إعصار السلائف ضرر خفيف في جزر الأنتيل الصغرى، وتسببت موجات من الإعصار في موت غير مباشر قبالة فلوريدا. ودمرت الفيضانات والرياح العاصفة على نطاق واسع أو ألحقت أضرارا بالغة بـ 412 مبنى في جنوب شرق ولاية تكساس، مع وجود 1.346 مبانى أخرى تعاني من تأثير أخف. وتسبب الإعصار في حدوث تآكل شاطئ محلي شديد على طول الساحل. أسقطت الرياح العاتية العديد من الأشجار على طول الساحل، مما تسبب في وفاة واحدة مباشرة وأخرى غير مباشرة. وقدر الضرر بمبلغ 180 مليون دولار (2003 دولار أمريكي).

### إعصار داني
تحركت موجة استوائية قبالة سواحل إفريقيا في 9 يوليو.و تم تتبع الجزء الشمالي من الموجة إلى الغرب والشمال الغربي، وفي 13 يوليو تم تطوير منطقة للحمل الحراري على طول محور الموجة. النظام تم تنظيمة ببطء، وبعد دورة دائرية منخفضة المستوى تم تطويرها، تم تصنيف النظام على أنه منخفض استوائي على بعد حوالي 630 ميل (1020 كم) شرق برمودا وسرعان ما نظم، مصبحا العاصفة الاستوائية داني بعد يوم من تشكيل هذا النظام. تتبعت العاصفة محيط الإعصار المضاد، وتحركت باتجاه الشمال الغربي قبل أن تتحول شمالا ولاحقا إلى الشمال الشرقي. وعلى الرغم من كونها تقع على خط عرض مرتفع، استمرت العاصفة داني في الزيادة من شدتها بسبب درجات حرارة المياه الدافئة بشكل غير معتاد، وفي 19 يوليو وصلت إلى حالة الإعصار على بعد 525 ميل (850 كم) إلى الجنوب من سانت جونز ونيوفاوندلاند ولابرادور، على الرغم من وجود حد أدنى مرتفع بشكل غير عادي من الضغط لعاصفة بشدتها.
 ازداد القص لريحي في اليوم التالي مع تحول الإعصار إلى الشرق، مما أدى إلى اتجاه ضعيف ثابت تسارعت بعد عبور المنطقة إلى درجة حرارة مياه باردة. بحلول 20 يوليو / تموز، تحول الإعصار إلى الجنوب الشرقي وأضعف وضع الاكتئاب المداري، وفي 21 يوليو / تموز تدهور إلى منطقة بقايا منخفضة الضغط. تتبع بقايا داني الغرب بطريقة متقطعة قبل أن يتبدد يوم 27 يوليو حوالي 630 ميل (1015كم) إلى الشرق حيث تطورت أصلاً ولم تكن هناك تقارير عن الأضرار أو الإصابات المرتبطة بالاعصار بداني.  

### المنخفض الجوي السادس
تحركت موجة استوائية غربًا قبالة ساحل إفريقيا في 14 تموز (يوليو). بعد تتبعها غربًا بشكل مطرد، أصبحت منطقة العواصف الرعدية أكثر تركيزًا حيث أصبحت بيئة المستوى الأعلى أكثر ملائمة وفي أواخر 19 يوليو صنفها المركز القومي للأعاصير على أنه منخفض استوائي 6 بينما كان يقع على بعد 1035ميل (1675كم)) شرق جزر الأنتيل الصغرى.عند تصنيفها كإعصار استوائي، والجدير بالذكر أن المنخفض الجوي حافظ على نطاقين محددين غير معروفين في شماله وجنوبه، وكان من المتوقع في الأصل أن يصل الي حالة الإعصار قبل المرور عبر جزر الأنتيل الصغرى. وبوجود المياه الدافئة الرياح الخفيفة للغاية، فإن الظروف البيئية الخاصة بها قد حققت أربعة معايير من بين خمسة معايير للتكثيف السريع. في وقت لاحق، قلل الحمل نتيجة لتدفق الهواء البارد وعدم الاستقرار من اضطراب في جنوب شرق البلاد.  

مع السرعة الشديدة في الاندفاع إلى الأمام، أصبح تأكيد الدوران منخفض المستوى في 20 يوليو صعبًا. وزاد الحمل الحراري في الانحناء في 21 يوليو، وأصدرت عدة جزر في جزر الأنتيل الصغرى تحذيرات وانذارات تتنبأ بالعاصفة المدارية. بعد مرورها شمال بربادوس ، فشلت رحلة إعصار هانترز في تسجيل تدفقات مغلقة منخفضة المستوى ، ويقدر أن المنخض الجوي تدهور متحولا الي إلى موجة استوائية ذات نطاق واسع في وقت متأخر من 21 يوليو. جلبت البقايا بضعة زخات إلى جزر الأنتيل الصغرى ، وبعد تم منع إعادة تطوير في منطقة البحر الكاريبي عن طريق زيادة القص الرياح. انقسم الجزء الشمالي من محور الموجة وتطور إلى "منخفض استوائي 7.

### المنخفض الجوي السابع
تفاعلت موجة استوائية مع مستوى منخفض من المستوى العلوي لتطوير منطقة من الحمل الحراري بالقرب من هيسبانيولا في 23 يوليو وتم تطوير دوران من المستوى المتوسط إلى الأدنى في النظام عند تتبعه بشكل عام من الشمال إلى الشمال الغربي ، واستناداً إلى الرصدات السطحية والساتلية ، يُقدر أن النظام قد تطور إلى منخفض استوائي 7 عند الساعة 1200 بالتوقيت العالمي المنسق في 25 يوليو على بعد 60 ميل (95كم) شرق دايتونا بيتش ، فلوريدا. تم تضمين النظام في بيئة تتميز بضغوط سطح عالية. من خلال تتبع درجات حرارة المياه الباردة ، بالإضافة إلى الرياح غير المستوية من المستوى الأعلى ، فشل المنخفض الجوي في تحقيق رياح تزيد عن 35 ميلاً في الساعة (55كم / ساعة).

في وقت مبكر من 26 يوليو انتقلت إلى الشاطئ في جزيرة سانت كاترينز ، جورجيا ، وبعد أن تراجعت بشكل مطرد بسبب الأراضي التي تبددها في 27 يوليو حيث لم يكن من المتوقع أن تحصل العاصفة على حالة العاصفة الاستوائية ، لم يتم إصدار أي تحذيرات أو عواصف مدارية. ومع ذلك ، تم نشر ساعات الفيضانات لكثير من جورجيا وساوث كارولينا.انخفض مستوي المنخفض الجوي مسببا سقوط الأمطار معتدلة من ولاية فلوريدا إلى ساحل ولاية كارولينا الشمالية ، وبلغت ذروتها في 5.17 في (131 ملم) في سافانا ، جورجيا. في الغالب ، كانت معدلات هطول الأمطار ما بين 1 و 3 بوصات (25و 67ملم) شائعة. لم ترد أي تقارير عن وقوع أضرار أو إصابات مرتبطة بهذا المنخفض الجوي.
On August 22, a tropical wave moved off the coast of Africa, and it remained disorganized until reaching the eastern Gulf of Mexico on September 1. A tropical disturbance developed into Tropical Depression Twelve on September 3 about 300 mi (480 km) west of Tampa، Florida. It moved eastward and strengthened into Tropical Storm Henri on September 5, and despite strong wind shear it intensified to reach peak winds of 60 mph (95 km/h) later that day. Subsequently, it quickly weakened, and it struck the western Florida coast as a tropical depression. On September 8 it degenerated into a remnant low pressure area off the coast of North Carolina, and after moving ashore near Cape Hatteras, it crossed the Mid-Atlantic states and dissipated on September 17 over New England.

### Hurricane Isabel
A tropical wave moved off the coast of Africa on September 1, which developed into Tropical Depression Thirteen early on September 6 to the southwest of the Cape Verde islands. It quickly intensified into Tropical Storm Isabel, and it continued to gradually intensify within an area of light wind shear and warm waters. Isabel strengthened to a hurricane on September 7, and the following day it attained major hurricane status. Its intensity fluctuated over the subsequent days as it passed north of the Lesser Antilles, and it attained peak winds of 165 mph (270 km/h) on September 11, a Category 5 hurricane on the Saffir-Simpson Scale. The hurricane oscillated between Category 4 and Category 5 status over the following four days, before weakening due to wind shear. On September 18 Isabel made landfall between Cape Lookout and Ocracoke Island in North Carolina with winds of 105 mph (165 km/h). It continued northwestward, becoming extratropical over western Pennsylvania before being absorbed by a larger storm over Ontario on September 19.
Strong winds from Isabel extended from North Carolina to New England and westward to West Virginia. The winds, combined with previous rainfall which moistened the soil, downed many trees and power lines across its path, leaving about 6 million electricity customers without power at some point. Coastal areas suffered from waves and its powerful storm surge, with areas in eastern North Carolina and southeast Virginia reporting severe damage from both winds and the storm surge. Throughout its path, Isabel resulted in $5.5 billion in damage (2003 USD) and 47 deaths, of which 16 were directly related to the storm's effects.
The governors of Pennsylvania، West Virginia، Maryland، New Jersey, and Delaware declared states of emergencies. Isabel was the first major hurricane to threaten the Mid-Atlantic States and the South since Hurricane Floyd in September 1999. Isabel's greatest impact was due to flood damage, the worst in some areas of Virginia since 1972's Hurricane Agnes. More than 60 million people were affected to some degree — a similar number to Floyd but more than any other hurricane in recent memory.
A strong tropical wave moved off the coast of Africa on September 6, and almost immediately it became associated with a broad surface circulation. With favorable upper-level winds the system quickly became better organized, and on September 8 it possessed enough organization to be classified as Tropical Depression Fourteen while located about 290 mi (465 km) southeast of the southernmost Cape Verde islands. Initially the depression failed to maintain an inner core of deep convection, and despite its occurrence with nearby dry air, the depression was forecast to intensify to hurricane status due to anticipated favorable conditions.
In the hours subsequent to formation, the convection near the center decreased as the banding features dissipated. Dry air greatly increased over the depression, and by September 9 the system was not forecast to intensify past minimal tropical storm status. Later that day an upper-level low tracked southward to the west of the depression, which increased wind shear and caused a steady north-northwest motion for the depression. The circulation became elongated and separated from the convection as it passed just west of the Cape Verde Islands, where it brought heavy rainfall, and on September 10 the depression dissipated.